# Nils Lehmann
Nils Lehmann (* 6. Juni 1968 in Erlangen) ist ein ehemaliger deutscher Handballtrainer (A-Lizenz) und ehemaliger Handballspieler.
Lehmann spielte während seiner Karriere bei etlichen Bundesligavereinen, sein größter Erfolg war der Gewinn des Euro-City-Cups 1998 (Europa-Meisterschaft) mit dem Tus Nettelstedt. Nach dem Ende seiner aktiven Karriere war Lehmann von 2004 bis 2007 (Spieler-)Trainer der HSG Düsseldorf. Von März 2013 bis Juni 2013 trainierte er die 1. Männermannschaft des Hülser Sportvereins in der Verbandsliga und bekleidete bis Sommer 2013 die Position des Sportdirektors.
In seiner rund 20 Jahre andauernden Karriere ist Lehmann bisher der einzige deutsche Spieler, dem mit vier verschiedenen Klubs der Aufstieg in die höchste Spielklasse gelang – davon drei Aufstiege in der Funktion des Mannschaftskapitäns.
Von 1997 bis 1998 spielte Nils Lehmann für die deutsche Nationalmannschaft, mit der er bei der Europameisterschaft 1998 Dritter (Bronze) wurde.
Nils Lehmann arbeitet als Architekt, ist verheiratet und hat drei Kinder.
Von 2012 bis 2020 engagierte er sich ehrenamtlich als Jugendtrainer beim TV Aldekerk. Dort trainierte er seinen jüngsten Sohn bis zum Ende der B-Jugend.